# Soudní okres

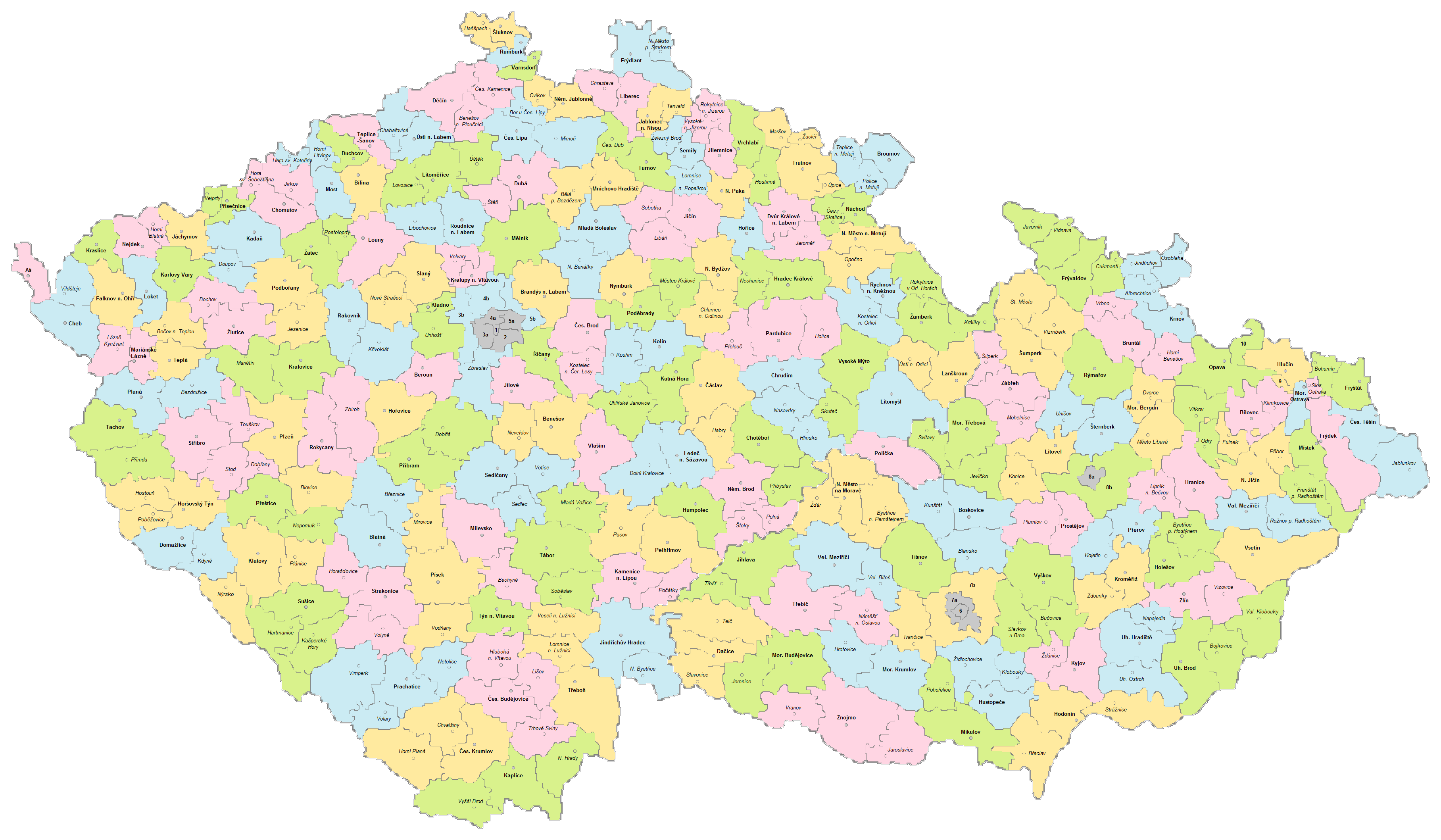
Soudní okresy v Čechách, na Moravě a ve Slezsku roku 1938

Soudní okresy (německy Gerichtsbezirke) byly od roku 1850 (definitivně od roku 1868) soudní obvody 1. stupně, tedy územní jednotky Rakouska-Uherska, podle kterých byly (a v Rakousku stále jsou) nezávisle na správním členění organizovány okresní soudy. Soudní okresy v téměř nezměněné podobě převzala i Československá republika a teprve v roce 1949 je sjednotila s územněsprávními (politickými) okresy, čímž soudní okresy jako jednotka zanikly.

## Soudní okresy v letech 1850–1949
Na konci roku 1849 skončila patrimoniální správa, při níž každé dominium představovalo samostatný správní obvod. Velikost těchto obvodů byla dána zejména majetkoprávními vztahy, takže byla velmi rozmanitá. Zatímco některá dominia zahrnovala sotva jeden dvůr a několik hektarů pozemků, jiná dominia čítala stovky vesnic a městysů. Kvůli své různorodosti byly dosavadní správní obvody pro potřeby veřejné správy zcela nevhodné. Byl proto vytvořen zcela nový systém soudních a politických okresů. Rozdělení českých zemí bylo vyhlášeno císařskými rozhodnutími č. 290/1849 ř. z. (Čechy) a 291/1849 ř. z. (Morava a Slezsko). Vztah vůči krajskému a podkrajskému zřízení byl vymezen prováděcími nařízeními č. 352/1849 ř. z. (Čechy) a 355/1849 ř. z. (Morava a Slezsko). Reforma veřejné správy v letech 1854–1855 se velikosti obvodů soudních okresů změnilo jen nepatrně. Byla však zrušena nezávislost soudnictví a veřejné správy. Nezávislost soudů byla obnovena až roku 1868.
Od politických okresů (do roku 1918 okresní hejtmanství) se lišila (pro Rakousko platí dosud) obvykle menším územním rozsahem a tím i větším počtem okresních soudů. Často se proto stávalo, že se území jednoho politického okresu skládalo ze dvou, tří nebo i více soudních okresů. V některých případech bylo území jednoho soudního okresu rozděleno mezi několik politických okresů (například zemské hlavní město Brno bylo rozděleno mezi dva soudní okresy, kterými byl soudní okres Brno-město a část soudního okresu Brno-okolí) nebo naopak jeden soudní okres mohl zahrnovat více politických okresů (např. politický okres Olomouc-venkov tvořil spolu s územím statutárního města Olomouce jeden soudní okres Olomouc). Organizace státní správy a soudnictví byla v Československu oddělena až do 31. ledna 1949.

## Po zániku soudních okresů

### Československo a Česko 1948–2002
Dne 24. prosince 1948 vstoupila v účinnost správní reforma, jíž se vytvářely nové kraje a k 31. prosinci 1948 byly zrušeny samosprávné země. Poté byly 1. února 1949 přizpůsobeny okresy nově vzniklým krajům a na základě zákona č. 320/1948 Sb., o územní organisaci krajských a okresních soudů, došlo ke sloučení organizace státní správy a územní organizace soudů. Tím byl na území Československa zrušen stávající systém soudních okresů a soudy od té doby fungovaly podle vymezení jednotlivých okresů. Tento stav platil i po další správní reformě roku 1960, kdy byl pouze počet okresů výrazně snížen.
Roku 2000 byly zřízeny nové samosprávné kraje, což byl první krok k opětovnému rozdělení organizace soudnictví a administrativy. Okresní úřady nicméně v okresech odpovídajících soudním obvodům fungovaly až do 31. 12. 2002, kdy byly zrušeny.

### Česko od roku 2002
Od roku 2002 je místní působnost okresních soudů, jakožto nejnižšího článku soudní soustavy, vymezena v § 9 odst. 2 a v přílohách č. 3 a 4 zákona o soudech a soudcích taxativně vyjmenovanými obcemi. Okresní soudy sice většinou sídlí v bývalých okresních městech a mají je ve svém názvu, ale vymezení soudních obvodů se v některých případech odchýlilo od vymezení okresů, takže ne všechny soudní obvody okresních soudů jsou totožné s územními okresy členění státu.
Obvody obcí s rozšířenou působností (tzv. „malé okresy“), které roku 2003 převzaly úlohu zrušených okresních úřadů, jsou vesměs menší než obvody okresních soudů, čímž se obrátila původní situace, kdy soudní okresy byly zpravidla menší než okresy politické.